# تيتسوؤو هارادا
تيتسوؤو هارادا (باليابانية: 原田哲男) هو نحات ياباني، ولد في 25 أغسطس 1949 في نيغاتا في اليابان.